# Salzlacke

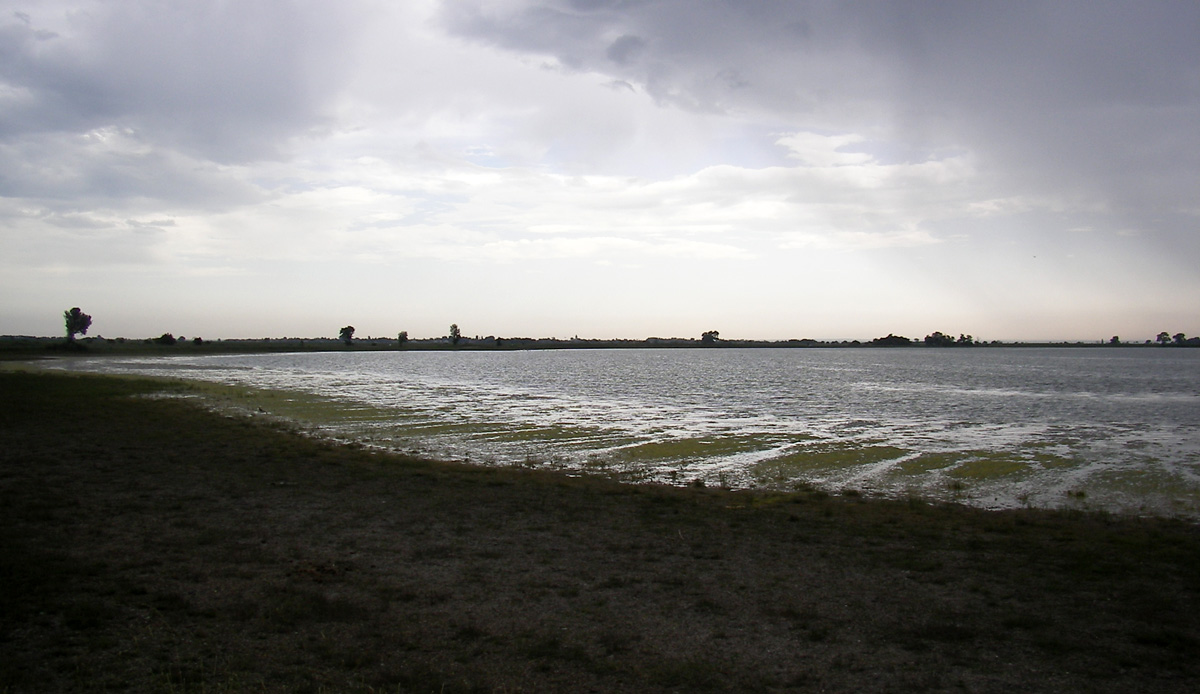
Lacke Darscho

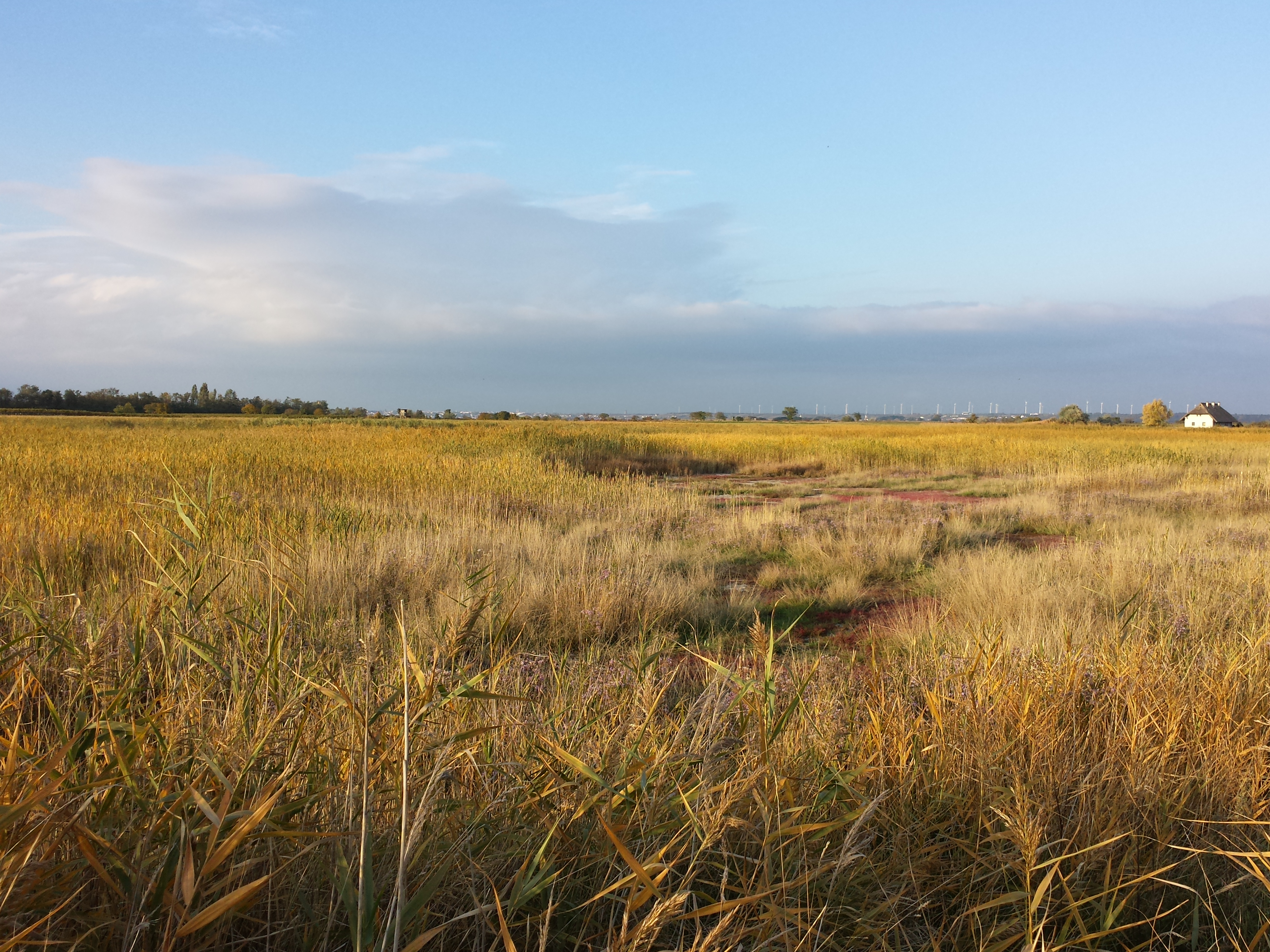
Lacke bei Podersdorf mit Halophytenvegetation

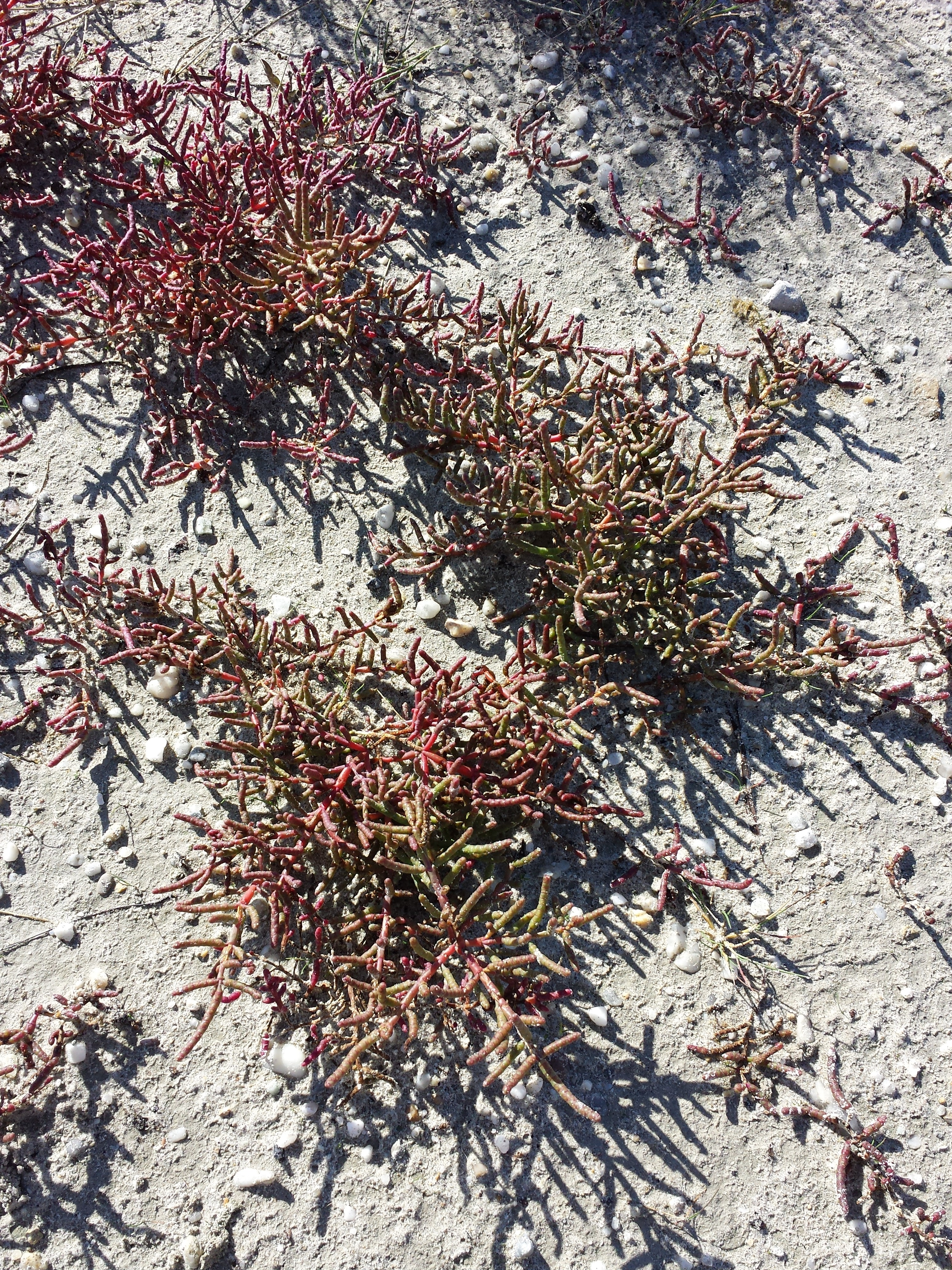
Das Pannonien-Glasschmalz (Salicornia prostrata) verträgt höchste Salzkonzentrationen

Im österreichischen Nationalpark Neusiedler See – Seewinkel, im burgenländischen Seewinkel, gibt es auf einer Fläche von 25 km2 noch etwa 40 kleine, salzhaltige Seen, die Salzlacken des Seewinkels. Die größten und bekanntesten sind die so genannte Lange Lacke sowie der Zicksee. Weitere Lacken sind die Birnbaumlacke, die Fuchslochlacke, der Darscho sowie der Obere Stinkersee. Weitere Salzbiotope existieren im nördlichen Weinviertel bei Zwingendorf sowie bei Baumgarten an der March.

## Entstehung der Lacken
Die Lacken sind maximal etwa 0,7 m tief und trocknen im Sommer regelmäßig aus. Helmut Riedl erklärte die Entstehung der ursprünglich etwa 150 salzigen Seen im heutigen Nationalpark als eiszeitliche Pingos. Eine 2022 veröffentlichte Arbeit führt deren Entstehung auf Thermokarst zurück. Heute sind viele Lacken von Schilfgürteln umgeben.
Natriumsalze wie Soda (Natriumcarbonat), in kleineren Mengen auch Glaubersalz (Natriumsulfat) und Kochsalz (Natriumchlorid) sowie Bittersalz (Magnesiumsulfat) aus dem Grundwasser blühen in der sommerlichen Trockenperiode an der Oberfläche aus und bilden einen alkalischen Stauhorizont. Durch diesen Solonchakboden (russ.: Salzboden) wird das winterliche Niederschlagswasser an der Versickerung gehindert.
Die Kombination von langer Sonnenscheindauer, hohen Temperaturen im Jahresmittelwert bei geringem Niederschlägen begünstigt den kapillaren Aufstieg des Grundwassers und damit die Salzzufuhr der Lacken. Wird das Wasser der Lacken durch Huminstoffe braun gefärbt, so nennt man sie Schwarzwasser-Lacken. Bei hellgrauer Färbung durch tonmineralische Kolloide spricht man dagegen von Weißwasser-Lacken.

## Bedeutung und Gefährdung
Als sehr spezielles Biotop bieten die Salzlacken vielen seltenen Tierarten und Pflanzenarten einen Lebensraum. Auch für Zugvögel sind die Seen ein wichtiger Rast- und Ruheplatz.
Durch jahrelange Entwässerungsmaßnahmen und die damit ausgelöste Absenkung des Grundwasserspiegels wird die sommerliche Salzzufuhr der Lacken unterbrochen, der Stauhorizont trocknet aus, wird bröselig und wasserdurchlässig. Das Wasser wird ohne die Salznachlieferung des Grundwassers saurer, es kann sich Humus bilden, wodurch Pflanzen keimen und eine Versteppung des Seegebietes eintritt.